# Ninh Hòa
Ninh Hòa est une ville de niveau district rural de la province de Quảng Nam, dans la région de la Côte centrale du Sud du Viêt Nam.

## Géographie
La ville a une superficie de 1 199 km2.